# Могила Коста Хетагурова
Могила Коста Хетагурова — памятник истории во Владикавказе, объект культурного наследия России федерального значения и культурного наследия Северной Осетии. Находится в ограде Осетинской церкви (улица Рождественская, 20/ улица Коста Хетагурова, 23). Входит в состав некрополя, являющегося отдельным объектом культурного наследия.
Коста Хетагуров скончался 1 апреля 1906 года и был похоронен 4 апреля рядом с отцом в селе Георгиевское-Осетинское (сегодня — Село имени Коста Хетагурова) Ставропольской губернии.
По настоянию осетинской общественности прах Коста Хетагурова был перезахоронен 29 апреля 1906 года во Владикавказе около Осетинской церкви. Похороны во Владикавказе стали демонстрацией народной любви к поэту. Траурная процессия началась 26 апреля из села Георгиевское-Осетинского во Владикавказ. Усопшего поэта встречали на железнодорожных станциях Осетии. Во Владикавказе траурная колесница двигалась от вокзала до Осетинской церкви, где была отслужена торжественная панихида.
30 августа 1960 года Постановлением № 1327 Совета Министров СССР могила приобрела статус охраняемого памятника культуры.
В 1978 году были произведены работы по реконструкции памятника, были заменены блоки перекрытия и постамент.
Описание
Находится на обрыве в юго-западной части некрополя. Могильный участок размером 4 X 6 метров обрамлён блоками из серого гранита. Могилу перекрывают две плиты из блоков серого гранита: нижняя размером 2 X 3,8 метров с высотой 0,1 м и верхняя — размером 1,5 x 3,3 метров с высотой 0,1 м.
На восточной части верхней плиты установлено надгробие из чёрного мрамора размером 0,8 x 1,4 с высотой 0,12 метров. В западной части верхней плиты расположен трёхступенчатый постамент из чёрного гранита, на котором установлен бюст Коста Хетагурова, выполненный из белого мрамора. Автор бюста — осетинский скульптор Санакоев С. П. Бюст обрамлён национальной осетинской одеждой с башлыком, который охватывает спину и грудь поэта.
В верхней части постамента выбита надпись:

Коста

Хетагуров

1859—1906

## Источник
- Паспорт объекта